# 梅本鈴太郎
梅本 鈴太郎（うめもと りんたろう、1998年4月9日 - ）は、日本の男子バレーボール選手である。

## 来歴
長崎県雲仙市出身。友人の勧めで小学2年生よりバレーボールを始める。
中学生時に全日本中学生選抜に選出され、同年12月にはJOCにてオリンピック有望選手賞を受賞する。
鎮西学院高等学校を経て、2017年、中央大学に進学。2019年、ユニバーシアード競技大会競技大会に日本代表として出場。アジアU-23選手権にもU-23日本代表として出場した。2020-21シーズン、V.LEAGUE DIVISION1 MEN（V1男子）に所属する堺ブレイザーズ（現・日本製鉄堺ブレイザーズ）の内定選手となった。内定選手としてリーグ戦に出場しV1デビューを果たした。
2021年、大学卒業後に、堺ブレイザーズに入団した。
2024年、堺を退団。つくばユナイテッドSun GAIAへ移籍した。

## 球歴
- U23日本代表
  - アジアU-23選手権 - 2019年
- ユニバーシアード競技大会 - 2019年

## 所属チーム
- 鎮西学院高等学校（2014-2017年）
- 中央大学（2017-2021年）
- 堺ブレイザーズ/日本製鉄堺ブレイザーズ（2021-2024年）
- つくばユナイテッドSun GAIA（2024-）